# Universitat Estoniana de Ciències de la Vida
La Universitat de Ciències de la Vida d'Estònia (estonià: Eesti Maaülikool, EMÜ) és una universitat pública ubicada a Tartu, Estònia. Les seves arrels es remunten al 1802 quan es va fundar la Càtedra d'Agricultura a la Universitat de Tartu. L'EMÜ és la quarta universitat pública més gran d'Estònia.
L'EMÜ és, segons la seva pròpia afirmació, l'única universitat a Estònia les prioritats de les seves activitats acadèmiques i de recerca proporcionen el desenvolupament sostenible dels recursos naturals necessaris per a l'existència de l'home, així com la preservació del patrimoni i l'hàbitat. L'EMÜ és un centre de recerca i desenvolupament en camps com l'agricultura, la silvicultura, la zootècnia, la medicina veterinària, la vida i l'economia rural, la ciència dels aliments i les tecnologies respectuoses amb el medi ambient. La universitat és membre de la xarxa universitària BOVA.
La universitat es troba entre les 100 millors universitats del món en els camps de l'agricultura i la silvicultura.

## Instituts
A data de l'1 de gener de 2022, la docència i la recerca es duen a terme en tres instituts:
- Institut de Ciències Agràries i Ambientals
- Institut de Silvicultura i Enginyeria
- Institut de Medicina Veterinària i Ciències Animals

Abans de la reforma (2005–2022), l'estructura acadèmica de la universitat incloïa:
- Institut de Ciències Agràries i Ambientals
- Institut de Medicina Veterinària i Ciències Animals
- Institut de Silvicultura i Enginyeria Rural
- Institut de Tecnologia
- Institut d'Economia i Ciències Socials.

## Història

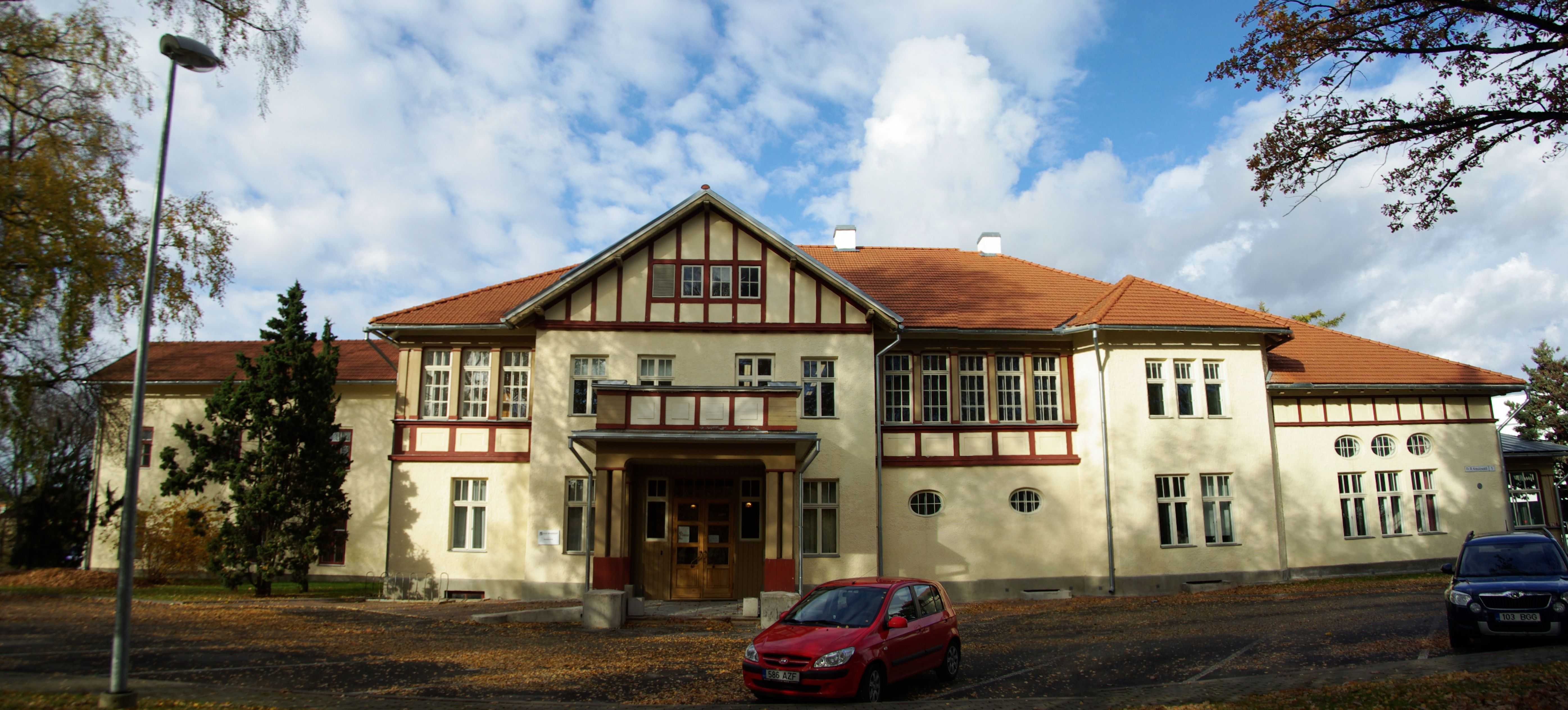
La casa senyorial de Tähtvere, propietat de la universitat

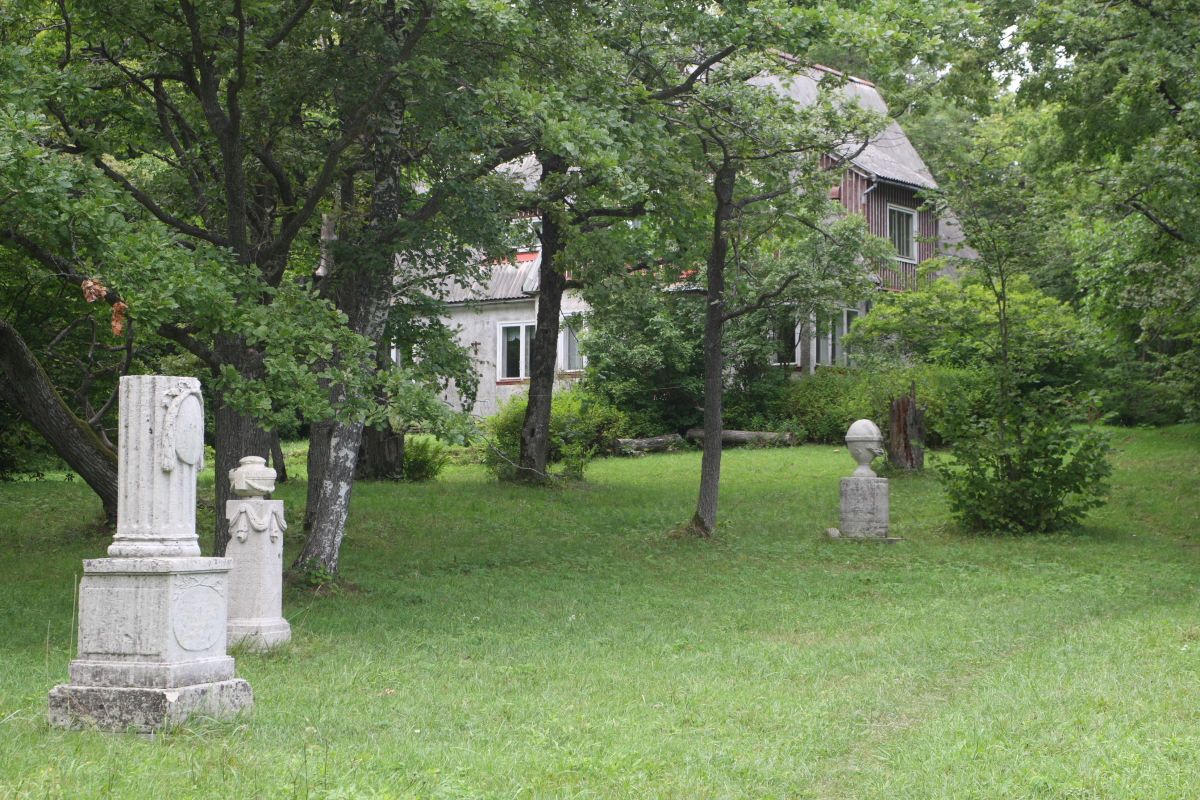
Una vista de l'Estació Biològica de Puhtu

Les arrels de l'EMÜ es troben en l'educació i la recerca agrícola i forestal que es duien a terme a la Universitat de Tartu. A la celebració d'obertura de la universitat el 1632, Johan Skytte, el canceller suec i fundador pràctic de la universitat, va dir que desitjava que "fins i tot els pagesos d'aquest país poguessin obtenir la seva part de les fonts d'aigua de la riquesa educativa". Aquesta afirmació es considera l'inici de l'educació agrícola a Estònia.
Després de la reobertura de la Universitat de Tartu el 1802, es va fundar una Càtedra d'Agricultura sota el Prof. Johann Wilhelm Krause. Inicialment, l'agronomia s'ensenyava a la Facultat de Filosofia, i més tard a la Facultat de Física i Matemàtiques. Aquesta escola era ben coneguda a Europa i Rússia. Quan Tartu va obrir com a universitat estoniana el 1919, es va fundar una Facultat d'Agricultura, que constava dels Departaments d'Agronomia i Silvicultura. Les estacions experimentals i les parcel·les de prova, on els estudiants podien realitzar treballs de recerca, també pertanyien a la facultat. Es va fundar una Facultat de Ciències Veterinàries basada en l'antic Institut Veterinari de Tartu. Aquestes dues facultats van formar el nucli d'una universitat independent el 1951, l'Acadèmia Agrícola d'Estònia.

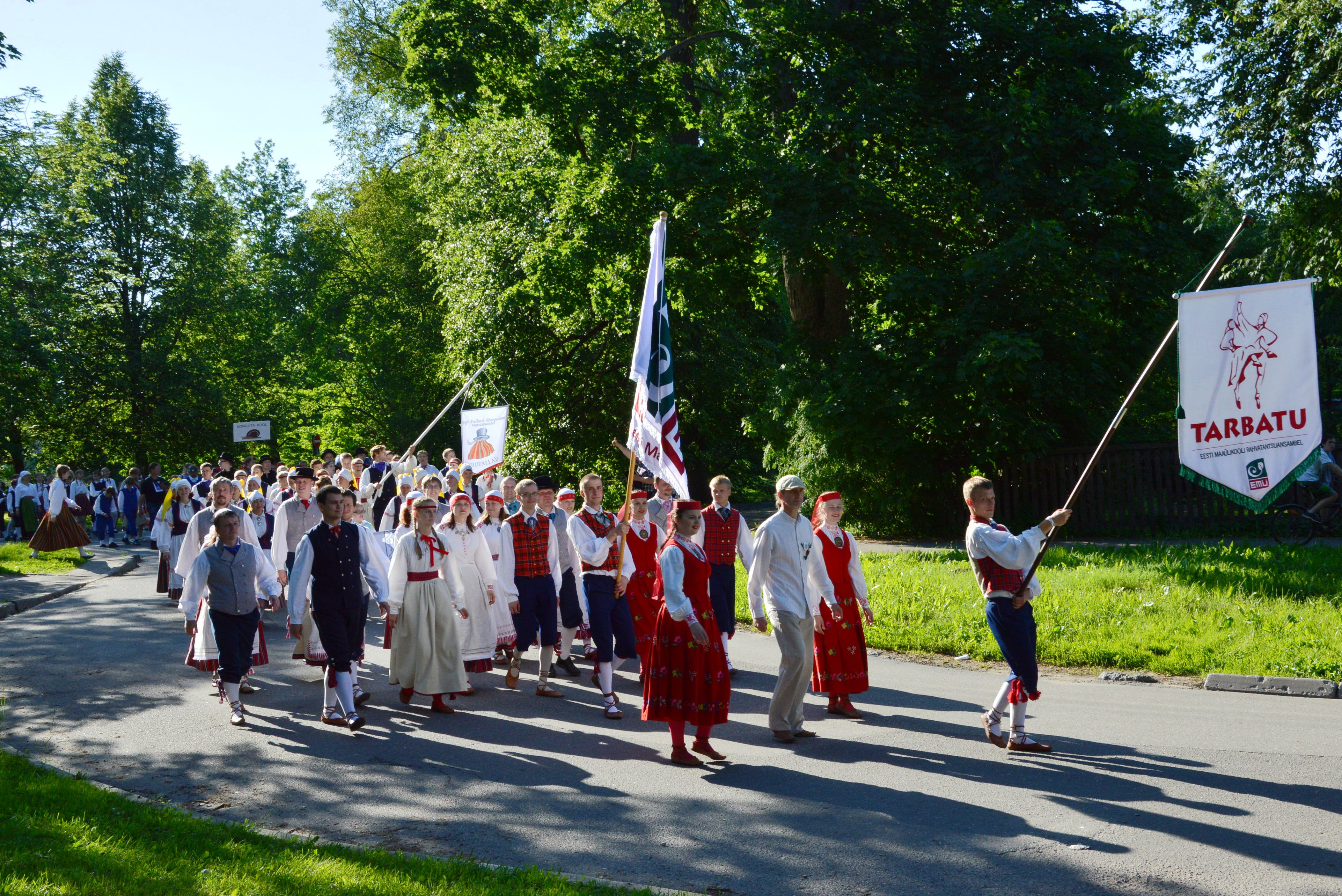
L'ensemble de dansa folklòrica de la universitat Tarbatu

L'Acadèmia Agrícola d'Estònia estava directament subordinada al Ministeri d'Agricultura de la Unió Soviètica i preparava especialistes en diferents camps de l'agricultura, des d'agrònoms i criadors d'animals fins a experts en l'electrificació de grans granges. El treball va continuar d'aquesta manera fins a finals de la dècada de 1980.
Després de la recuperació de la independència d'Estònia el 1991, l'acadèmia va ser rebatejada com a Universitat Agrícola d'Estònia, i la institució es va reestructurar, també d'acord amb els canvis radicals en l'agricultura i la silvicultura estonianes (com l'abolició dels kolkhozos i els sovkhozos). Es van adoptar noves especialitats com Protecció Ambiental, Arquitectura del paisatge, Producció i Comercialització de Productes Agrícoles, Protecció i Preservació del Paisatge, Hidrobiologia Aplicada, Economia Ambiental i Gestió de Recursos Naturals.
Fins a finals del 2004, la universitat tenia sis facultats (Agronomia, Enginyeria Agrícola, Ciències Econòmiques i Socials, Silvicultura, Enginyeria Rural i Ciències Veterinàries) i vuit instituts (Centre Agrobiològic d'Estònia, Institut d'Investigació en Biotecnologia Vegetal d'Estònia EVIKA, Institut d'Investigació Forestal, Institut de Ciència Animal, Institut de Protecció Ambiental, Institut de Biologia Experimental, Institut de Zoologia i Botànica i Institut d'Horticultura de Polli).
No obstant això, l'EAU sempre va estar en un estat d'incertesa, sobretot sota la influència de l'europeïtzació després que Estònia s'unís a la Unió Europea el 2004. Així, el mateix any, es va dur a terme el canvi a Universitat de Ciències de la Vida d'Estònia i es va reorientar, amb l'objectiu de garantir la supervivència de la institució en els temps futurs.

### Rectors
- Richard Antons (1951–1954)
- Minna Klement (1954–1969)
- Arnold Rüütel (1969–1977)
- Nikolai Koslov (1977–1988)
- Olev Saveli (1988–1993)
- Mait Klaassen (1993–1998)
- Henn Elmet (1998–2002)
- Alar Karis (2003–2007)
- Mait Klaassen (2008–2022)
- Ülle Jaakma (2023–)[5]

Dos dels rectors, Rüütel i Karis, han exercit més tard com a president d'Estònia.